# Grand Bay
Grand Bay és una concentració de població designada pel cens dels Estats Units a l'estat d'Alabama. Segons el cens del 2000 tenia 3.918 habitants.

## Demografia
Segons el cens del 2000, Grand Bay tenia 3.918 habitants, 1.364 habitatges, i 1.078 famílies. La densitat de població era de 174,7 habitants/km².
Dels 1.364 habitatges en un 37,5% hi vivien nens de menys de 18 anys, en un 65,5% hi vivien parelles casades, en un 10% dones solteres, i en un 20,9% no eren unitats familiars. En el 18,1% dels habitatges hi vivien persones soles el 6,9% de les quals corresponia a persones de 65 anys o més que vivien soles. El nombre mitjà de persones vivint en cada habitatge era de 2,81 i el nombre mitjà de persones que vivien en cada família era de 3,19.
Per edats la població es repartia de la següent manera: un 27,7% tenia menys de 18 anys, un 9,2% entre 18 i 24, un 27,1% entre 25 i 44, un 23,3% de 45 a 60 i un 12,7% 65 anys o més.
L'edat mediana era de 36 anys. Per cada 100 dones hi havia 100 homes. Per cada 100 dones de 18 o més anys hi havia 95,6 homes.
La renda mediana per habitatge era de 38.941 $ i la renda mediana per família de 43.654 $. Els homes tenien una renda mediana de 33.177 $ mentre que les dones 21.920 $. La renda per capita de la població era de 15.741 $. Aproximadament el 6,9% de les famílies i el 8,1% de la població estaven per davall del llindar de pobresa.

## Poblacions properes
El següent diagrama mostra les poblacions més properes.